# 永沢まこと
永沢 まこと（ながさわ まこと、1936年1月9日 - 2022年1月8日）は、日本のイラストレーター、元アニメーター。本名、永沢詢（読みは同じ）。スケッチを題材にした著書や講演などを中心に活躍した。妻は作家の宮本美智子。東京都足立区出身。

## 略歴
1936年に東京都足立区で生まれる。開成中学校・高等学校卒業後、学習院大学法学部政治学科に進学。在学中の1957年、東映動画に採用されアニメーターとなる。
1958年、大学を卒業。イラストレーターやアニメーターとしての活動を経て、1978年にアメリカ合衆国に渡り、ニューヨークのソーホーに移住した。その後ソーホーで8年間暮らしたのち、東京都を中心にイラストレーターとして再び活動を始め、本の執筆やトークショーなどの活動を行った。
世界各国を旅しており、様々な国のイラストを幅広いテーマで描く。2006年8月にはケニア共和国大使館らの協力を得て、武蔵野市立吉祥寺美術館で「永沢まことのアフリカ!アフリカ!展」を開催。スケッチに関するワークショップを開くなど活動。
2022年1月8日、肺炎のために死去。85歳没。

## 主な著作
- 『ニューヨーク人間図鑑』（共著）草思社 1979、ISBN 978-4-7942-0104-1
- 『ノンフィクション・ニューヨーク』草思社 1983 ISBN 978-4-7942-0179-9
- 『名画を見る人びと図鑑』ザイロ（発行）/北泉社（発売）1996、ISBN 978-4-938424-59-6
- 『旅でスケッチしませんか』講談社 1998、ISBN 978-4-06-264078-7
- 『永沢まこと 海辺のイタリア』講談社 1999、ISBN 978-4-06-209725-3
- 『2001年哲学の旅 ― コンプリート・ガイドブック』（共著）新潮社 2001、ISBN 978-4-10-400105-7
- 『絵を描く、ちょっと人生を変えてみる』講談社 2002、ISBN 978-4-06-264185-2
- 『永沢まことのとっておきスケッチ上達術』草思社 2003、ISBN 978-4-7942-1201-6
- 『永沢まことの「ペン一本」で描ける簡単スケッチ講座』講談社 2004、ISBN 978-4-06-274186-6
- 『永沢まことの絵の描き方7日間』草思社 2006、ISBN 978-4-7942-1514-7

## アニメーション作品
- 『かっぱのぱあ太郎』1957、動画 - 短編映画。東映教育映画部作品。
- 『白蛇伝』1958、動画
- 『少年猿飛佐助』1959、動画 - 猿飛佐助を主人公にした、檀一雄の同名小説が原作の長編映画。東映動画作品。
- 『西遊記』1960、動画
- 『安寿と厨子王丸』1961、動画
- 『もぐらのモトロ』1962、キャラクターデザイン・原画 - 短編映画。東映動画作品。
- 『わんぱく王子の大蛇退治』1963、原画
- 『ガリバーの宇宙旅行』1965、原画
- 『宇宙パトロールホッパ』1965、脚本
- 『おそ松くん』[3]、1966年 - 1967年、演出チーフ・脚色・絵コンテ
- 『ファイトだ!!ピュー太』1968、構成・演出
- 『九尾の狐と飛丸』1968、作画主任 - 玉藻御前伝説に取材した、岡本綺堂の小説『玉藻の前』を原作にした長編映画。日本動画作品。大映配給。

## その他
- 武蔵野市立吉祥寺美術館ロゴマーク、2002年